# Tyrannochthonius floridensis
Tyrannochthonius floridensis är en spindeldjursart som beskrevs av Malcolm och William B. Muchmore 1985. Tyrannochthonius floridensis ingår i släktet Tyrannochthonius och familjen käkklokrypare. Inga underarter finns listade i Catalogue of Life.